# Antioch (Illinois)

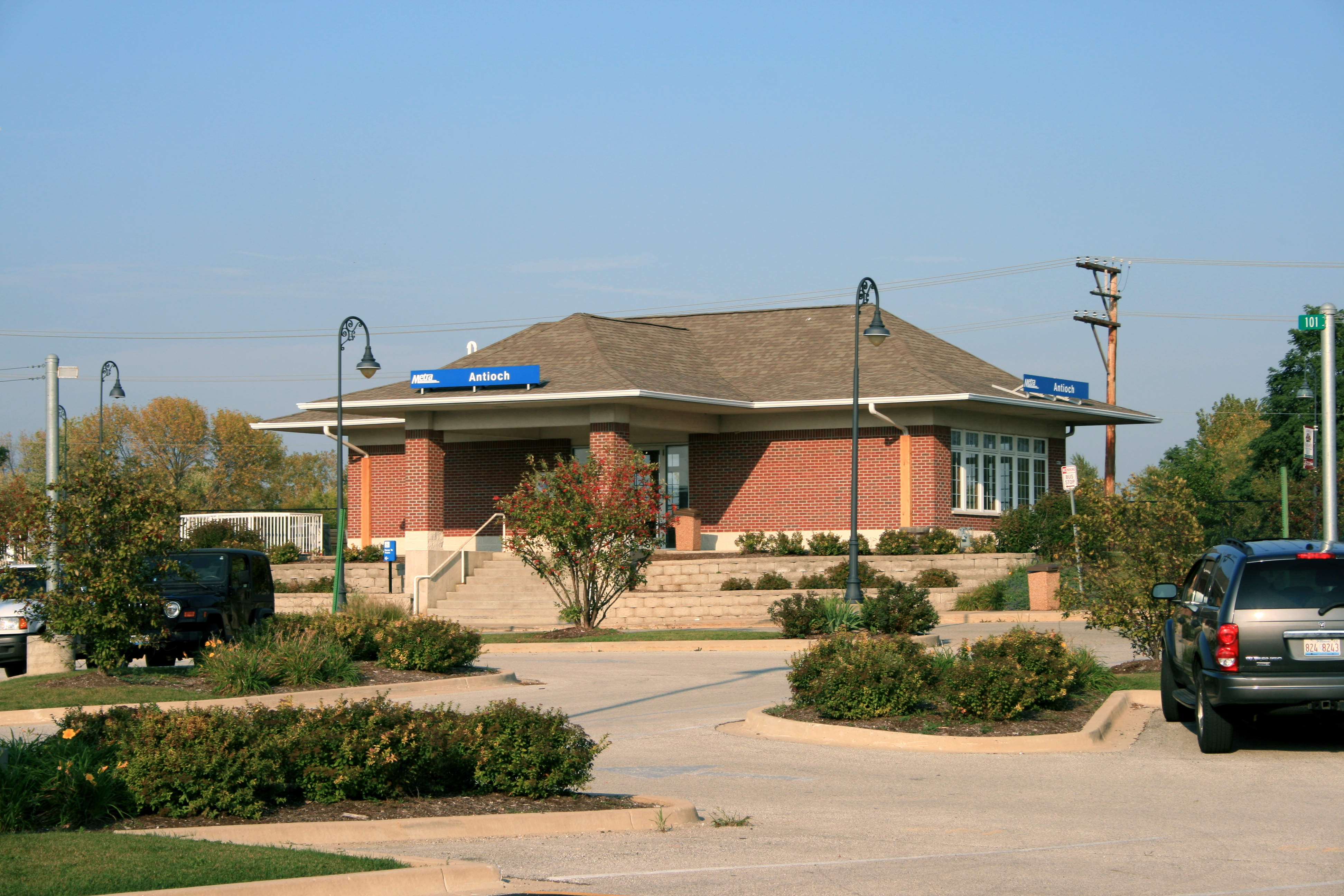
Antiochië treinstation (2007)

Antioch is een plaats (village) in de Amerikaanse staat Illinois, en valt bestuurlijk gezien onder Lake County.

## Demografie
Bij de volkstelling in 2000 werd het aantal inwoners vastgesteld op 8788.
In 2006 is het aantal inwoners door het United States Census Bureau geschat op 13.491, een stijging van 4703 (53,5%).

## Geografie
Volgens het United States Census Bureau beslaat de plaats een oppervlakte van
19,8 km², waarvan 19,1 km² land en 0,7 km² water. Antioch ligt op ongeveer 241 m boven zeeniveau.

## Plaatsen in de nabije omgeving
De onderstaande figuur toont nabijgelegen plaatsen in een straal van 12 km rond Antioch.